# William Barton Rogers
Pour les articles homonymes, voir William Rogers (homonymie) et Rogers.
William Barton Rogers, né le 7 décembre 1804 à Philadelphie aux États-Unis et décédé le 30 mai 1882 à Boston, est un scientifique américain.
Il est le fondateur, en 1861, du Massachusetts Institute of Technology (MIT), devenue l'une des universités les plus renommées au monde.
Le mont Rogers lui doit son nom.